# Amanda Sage
Amanda Sage (nacida el 19 de abril de 1978) es una pintora estadounidense que estudió y trabajó en Viena, Austria y Los Ángeles, California. Se formó y trabajó con Ernst y Michael Fuchs, un artista clásico que le enseñó Mischtechnik. A través de Fuchs, conoció a otros artistas visionarios con los que ha trabajado, exhibido y cofundado la Academia de Arte Visionario en Viena y la Alianza de Colorado para el Arte Visionario. Sage es conferencista, profesor y artista en vivo con obras en galerías y museos internacionales.

## Primeros años
Amanda Sage nació el 19 de abril de 1978 en Denver, Colorado. Ella "dibujó mucho" cuando era niña y desarrolló un interés por el arte en un hogar que permitía la experimentación. El nombre de su madre, destinado a simbolizar la interconexión universal, es "Tú"; Es su nombre legal completo. Vivió de niña en Deerfield Beach, Florida. Su familia regresó a Colorado y se estableció en Boulder, Colorado, donde pasó la mayor parte de sus años de formación. Sus padres eran personas de mente abierta que nutrieron la espiritualidad, el sentido de valentía y la conciencia de su hija. La familia asistió a la Iglesia Unity, que adopta una interpretación metafísica de la Biblia. Sage meditaba regularmente por las mañanas en el Centro Espiritual Unity of Boulder y participaba en búsquedas de visión y retiros de meditación.
Sage fue educado en la Escuela Waldorf Shining Mountain de Boulder. Su objetivo es desarrollar el coraje moral, el pensamiento independiente y los talentos artísticos de sus estudiantes en consonancia con la filosofía educativa del austriaco Rudolf Steiner. Estudió arte con Hikaru Hirata-Miyakawa, quien la introdujo en el "semi-realismo" y las obras de Ernst Fuchs. Desarrolló un interés por pintar con acrílicos. Hirata-Miyakawa describe a Sage como un estudiante serio pero juguetón que aprendía rápido. Ella se graduó en 1996.

## Arte

### Estudios y carrera temprana
En Viena, Austria, estudió las técnicas Mischtechnik de los Viejos Maestros durante dos años con Michael Fuchs. Él le enseñó a estudiar y representar de manera realista la naturaleza. Sage estudió y trabajó para Ernst Fuchs, el padre de Michael, a partir de 1999. Fue una relación laboral que duró diez años y le brindó oportunidades para expandir su interés en el arte visionario. Durante cinco veranos trabajó en el proyecto de toda la vida de Fuchs en la Capilla del Apocalipsis en Klagenfurt, Austria. Enseñó "pintura de base" en 1999 y 2000 "Old Master, New Visions" de Phil Rubinov-Jacobson en Payerbach, Austria. Rubinov-Jacobson fue uno de los estudiantes de Ernst Fuchs en la década de 1970. Sage obtuvo un espacio de estudio en 2000 en el centro cultural vienés WUK, un centro cultural y colectivo de artistas, donde organizó eventos culturales y fue miembro de la junta.
Sage viajó a Bali en 2006 para una búsqueda de visión artística, en la que solo llevó pintura, pinceles y un rollo de lienzo. El propósito del viaje de dos meses fue desarrollar una mayor conciencia interna y ampliar sus capacidades como artista visionaria y transformadora. Hizo Dreams mientras estaba en Bali, que introdujo el motivo del huevo utilizado en muchas de sus pinturas posteriores.

### Carrera
Comenzó a exhibir en los Estados Unidos con otros artistas y lugares visionarios a partir de 2007. Ese año comenzó a ser representada por Galerie 10, quien también representó a Ernst Fuchs, Manfred Deix, Rudolf Hausner, Helmut Kand, Anton Lehmden, Arik Brauer, y Wolfgang Hutter. Sage se mudó a Los Ángeles, California, donde sus obras se exhibieron en la galería Temple of Visions.
Sage ha pintado en vivo, realizado talleres y dictado conferencias en exhibiciones y festivales de transformación, como Inner Visions en el Boom Festival en Portugal, Burning Man de Palenque Norte, Harmonic Spaces en Australia, Art Basel Miami y The Nexus Global Youth Summit. Sus obras se encuentran en galerías y salones de todo el mundo, incluidos Viena, Australia e Italia. En Estados Unidos, sus obras se han exhibido en Los Ángeles, Chicago y Colorado.

### Visionary Organizaciones de arte
Sage es uno de los diez miembros del Visionary Guild que estudió con Fuchs. El gremio es parte de la Academia de Arte Visionario de Viena que se inauguró en septiembre de 2013, cuya idea fue concebida por Sage y realizada en concierto con Laurence Caruana y A. Andrew Gonzalez. Conoció a ambos hombres en el 2000 cuando trabajaba con Ernst Fuchs. Viena era un lugar deseado debido a la influencia de la Escuela de Viena del Realismo Fantástico. La academia está ubicada cerca del estudio de Ernst Fuchs, el Palais Pálffy y el Museo Phantasten, que tiene algunas de las obras de Sage. Su seminario de primavera de 2014 en la academia se titula "Free Your Expression" y cubre marketing, procesos de exhibición, colaboración artística y pintura en vivo.
Otros dos miembros del gremio, David Heskin y su esposa Aloria Weaver, y Sage fundaron la Alianza de Artistas Visionarios de Colorado (CAVA). Heskin, Weaver, Sage, Caruana y Hikaru Hirata-Miyakawa participaron en el Simposio sobre arte y cultura visionarios e hicieron pinturas en vivo en Boulder el 23 de mayo de 2013.

### Estilo, temas y métodos
Se la considera una talentosa artista visionaria. Sus retratos y figuras están destinados a inspirar una transformación espiritual y personal. Presentan ondas de "color intenso" que transmiten oportunidades de crecimiento ilimitadas.
Recibe inspiración de la música en vivo y de sus propias ideas o emociones. Comienza a pintar nutriendo y permitiendo que se desarrolle una historia. Ella usa dispositivos, como reproducir música o audiolibros, para permitirse dejar que la pintura emerja libre y espontáneamente sin pensar demasiado. Cuando pinta en vivo, Sage a menudo recibe una pepita de una conversación como inspiración para su trabajo.
Ella ve el arte visionario como un fenómeno cultural y una forma de arte que cuenta una historia universal de interconexión de la vida y lo divino. Creyendo que "el arte es un lenguaje simbólico poderoso", la transformación es el objetivo final para atraer la conciencia y las acciones para cuidar conscientemente unos de otros y de la tierra. Personalmente, “es una práctica, una meditación y una dedicación que me lleva a un espacio de contemplación."
El huevo es un motivo habitual en sus obras. Representa la semilla de la vida y una puerta o portal al infinito. Sage ha dicho que su intención es "crear portales que se abran a las infinitas posibilidades de ser y expresarse, para que podamos recordar y redescubrir quiénes somos, de dónde venimos y hacia dónde nos dirigimos". Otra referencia simbólica es "el tren" destinado a transmitir viajes regenerativos e infinitos para lograr una transformación espiritual, educativa, creativa y práctica. La obra, Regeneración, realizada en 2012, es una de sus pinturas favoritas: "Abarca una visión y un escenario muy simples sobre los cuales meditar... Es el viaje de regeneración, activación, colaboración y participación, enraizado en la compasión, perdón y amor."

## Lectura más lejana
- Hilary Simmons (2008). Jon Beinart (ed.). Metamorphosis 2: 50 Contemporary Surreal, Fantastic and Visionary Artists. beinArt Publishing. ISBN 978-0-9803231-1-5.

- Brian Stewart (2007). Dreamscape 2: The Best of Imaginary Realism. Fantasmus-Art. ISBN 978-8-7990636-9-7.